# Bankīn
Bankīn (persiska: بنمکین, Bangīn, Banmakīn, بنکين) är en ort i Iran.   Den ligger i provinsen Östazarbaijan, i den nordvästra delen av landet, 600 km nordväst om huvudstaden Teheran. Bankīn ligger 1 290 meter över havet och antalet invånare är 992.
Terrängen runt Bankīn är huvudsakligen kuperad, men den allra närmaste omgivningen är platt.Runt Bankīn är det ganska tätbefolkat, med 70 invånare per kvadratkilometer. Närmaste större samhälle är Marand, 3,7 km sydväst om Bankīn. Trakten runt Bankīn består i huvudsak av gräsmarker.